# Оґорі

Оґо́рі (яп. 小郡市, おごおりし, МФА: [ogoːɾʲi ɕi̥]?) — місто в Японії, в префектурі Фукуока.     Отримало статус міста 1972 року. Площа становить 45,50 км². Станом на 1 липня 2012 року населення складало 58 632  осіб, густота населення — 1290 осіб/км².     

## Історія
Огорі отримало статус міста 1 квітня 1972 року.

## Уродженці
- Наомото Хікару (* 1994) — японська футболістка.